# Savio järnvägsstation

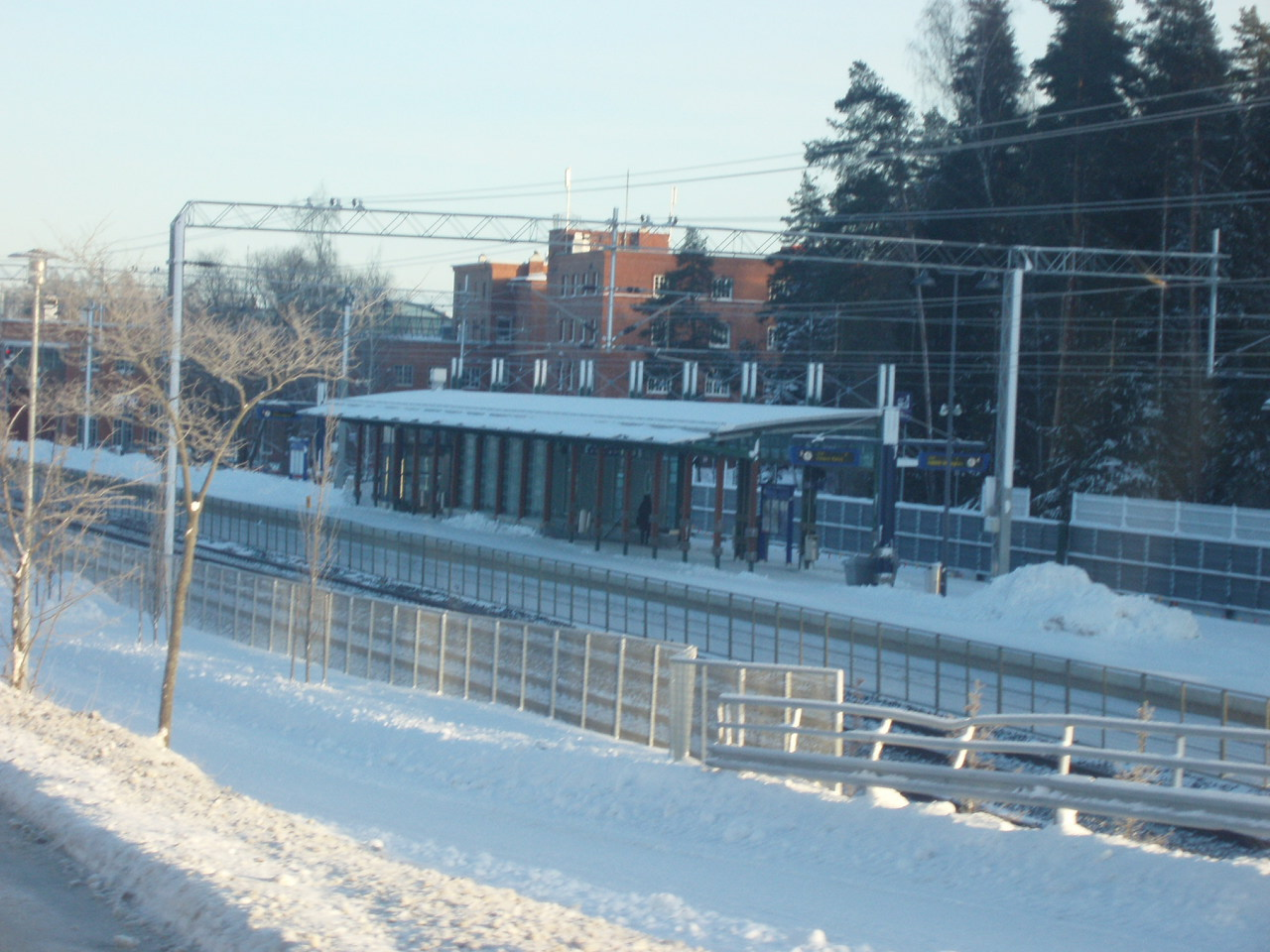
Savio järnvägsstation i Kervo

Savio järnvägsstation (Sav, finska Savion rautatieasema) är belägen i stadsdelen Savio, Helsingforsförorten Kervo, längs Kervo stadsbana, cirka 26 km från Helsingfors centralstation, och trafikeras av närtågslinjerna K (Helsingfors–Kervo) och T (Helsingfors–Riihimäki).